# Bir Kasdali
Bir Kasd Ali (în arabă بئر قصد علي) este o comună din provincia Bordj Bou Arreridj, Algeria.
Populația comunei este de 14.768 de locuitori (2008).